# Різуха мала
Різуха мала, каулінія мала як Caulinia minor (Najas minor) — вид трав'янистих рослин з родини водокрасових (Hydrocharitaceae), поширений у Північній Африці, Європі, Азії.

## Опис
Однорічна трав'яниста рослина 5–25 см заввишки. Рослини занурені в воду. Тичинкові квітки з 1 тичинкою і 2-лопатевим оцвітиною і часто з покривалом. Маточкові квітки без оцвітини, з покривалом або без нього. Плоди вузько еліпсоїдальні. Оболонка насіння зі скульптурою з осередків, витягнутих в подовжньому напрямі. Рослини однодомні; квіти жовтувато-зелені. Насіння вузько еліпсоїдної форми.

## Поширення
Поширений у Північній Африці, Європі, Азії; натуралізований у США.
В Україні вид зростає в стоячих і повільних водах — на всій території переважно у водоймах Лісостепу і Степу.

## Галерея

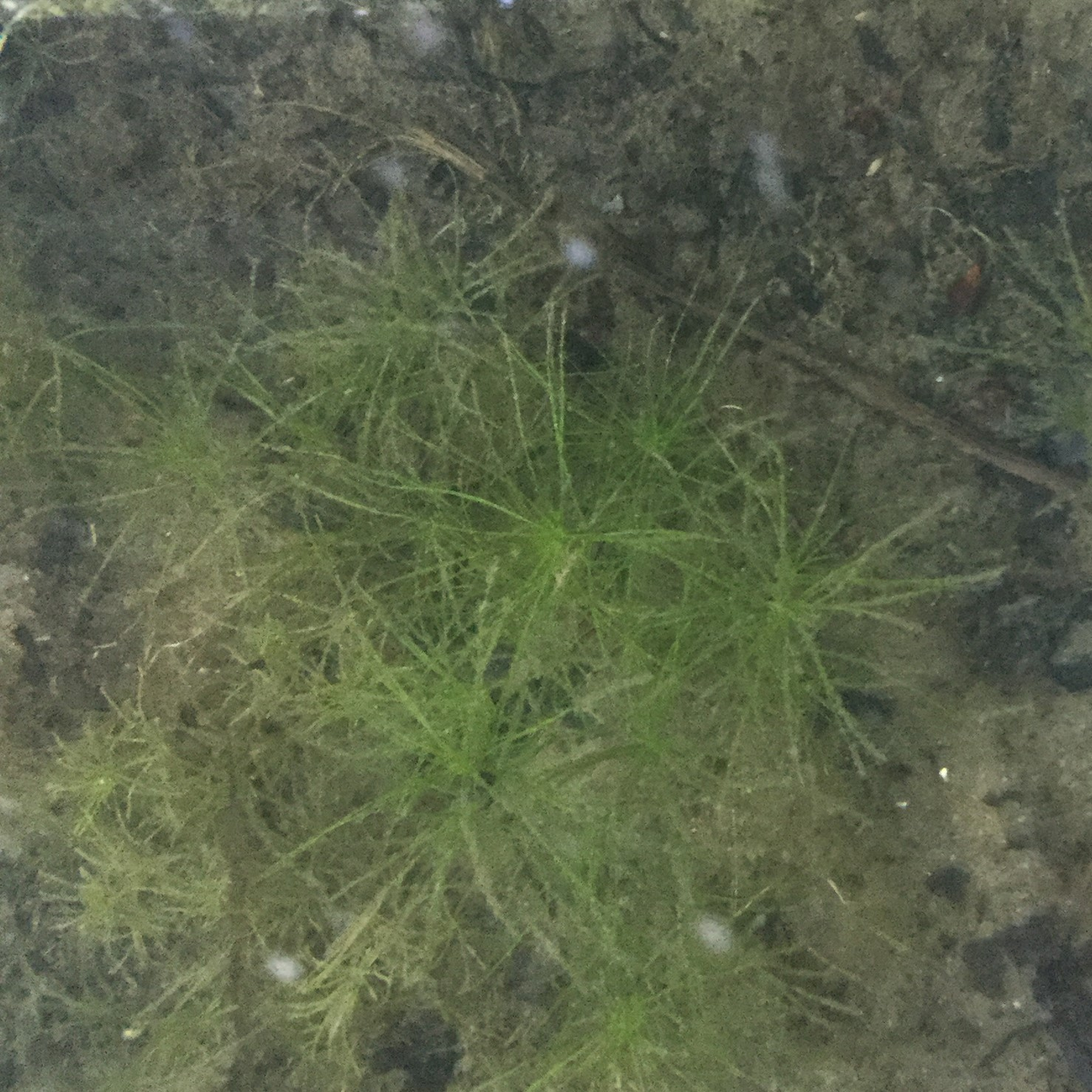
рослина
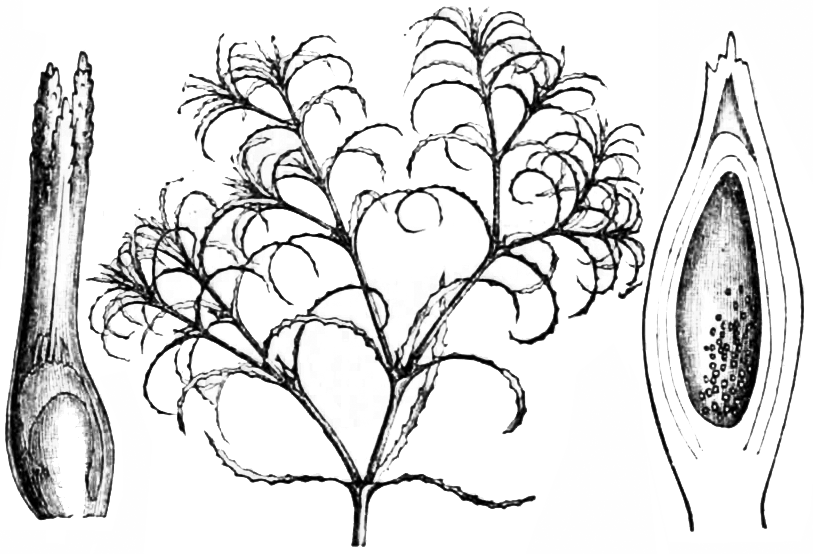
ілюстрація